# Erin Hamlin
Erin Mullady Hamlin (New Hartford, 19 de noviembre de 1986) es una deportista estadounidense que compite en luge en la modalidad individual.
Participó en cuatro Juegos Olímpicos de Invierno, entre los años 2006 y 2018, obteniendo una medalla de bronce en Sochi 2014, en la prueba individual, y el sexto lugar en Pyeongchang 2018.
Ganó cuatro medallas en el Campeonato Mundial de Luge, en los años 2009 y 2017.
Fue la abanderada de Estados Unidos en la ceremonia de apertura de los Juegos de Pyeongchang 2018.

## Palmarés internacional
| Juegos Olímpicos   | Juegos Olímpicos             | Juegos Olímpicos  | Juegos Olímpicos       |
| Año                | Lugar                        | Medalla           | Prueba                 |
| ------------------ | ---------------------------- | ----------------- | ---------------------- |
| 2014               | Sochi (Rusia)                | Medalla de bronce | Individual             |
| Campeonato Mundial |                              |                   |                        |
| Año                | Lugar                        | Medalla           | Prueba                 |
| 2009               | Lake Placid (Estados Unidos) | Medalla de oro    | Individual             |
| 2017               | Igls (Austria)               | Medalla de oro    | Individual (velocidad) |
| 2017               | Igls (Austria)               | Medalla de plata  | Individual             |
| 2017               | Igls (Austria)               | Medalla de plata  | Equipo                 |